# Rząd Dicka Schoofa
Rząd Dicka Schoofa (niderl. Kabinet-Schoof) – rząd Holandii funkcjonujący od 2 lipca 2024.
Gabinet powstał po przedterminowych wyborach z 22 listopada 2023. Został utworzony przez koalicję Partii Wolności (PVV), Partii Ludowej na rzecz Wolności i Demokracji (VVD), Nowej Umowy Społecznej (NSC) i BoerBurgerBeweging (BBB).
Poprzedni gabinet Marka Ruttego (ówczesnego lidera VVD) powstał prawie 10 miesięcy po wyborach z 2021, był tworzony przez ugrupowania liberalne i chadeckie. Koalicja rozpadła się jednak w związku z niemożnością uzyskania porozumienia co do polityki azylowej; 7 lipca 2023 premier ogłosił dymisję gabinetu. Przedterminowe wybory z listopada 2023 zakończyły się zwycięstwem prawicowej i nacjonalistycznej PVV Geerta Wildersa, która uzyskała 37 mandatów w Tweede Kamer.
Długotrwałe rozmowy koalicyjne były prowadzone między PVV, VVD, NSC i BBB. W toku negocjacji różne funkcje związane z tworzeniem gabinetu obejmowali m.in. Gom van Strien, Ronald Plasterk, Richard van Zwol i Elbert Dijkgraaf. W marcu 2024 Geert Wilders ostatecznie zrezygnował z ubiegania się o urząd premiera z uwagi na brak poparcia dla jego kandydatury wśród potencjalnych koalicjantów. W toku negocjacji ustalono również, że partyjni liderzy nie obejmą funkcji ministerialnych, pozostając w parlamencie. Do porozumienia doszło w maju 2024. Początkowo kandydatem na premiera miał być Ronald Plasterk, który jednak zrezygnował w związku z wątpliwościami dotyczącymi jego osoby. Pod koniec miesiąca koalicjanci ustalili, że na czele gabinetu stanie długoletni urzędnik państwowy Dick Schoof, pełniący w przeszłości m.in. funkcję szefa Głównej Służby Wywiadu i Bezpieczeństwa.
Gabinet został zaprzysiężony przez króla Wilhelma-Aleksandra 2 lipca 2024, rozpoczynając urzędowanie.
3 czerwca 2025 PVV opuściła koalicję rządową w związku ze sporami dotyczącymi polityki azylowej. W konsekwencji premier podał się do dymisji, a jego gabinet stał się przejściowym rządem mniejszościowym. Jego skład uzupełniono 19 czerwca 2025. Na czele resortu polityki azylowej i migracji stanął David van Weel z VVD; część obowiązków powierzono jednak też przedstawicielom NSC i BBB, których określono jako ministrów ds. polityki azylowej i migracji.

## Skład rządu

### Ministrowie
- premier oraz minister ds. ogólnych: Dick Schoof (bezp.)
- wicepremier, minister zdrowia, zabezpieczenia społecznego i sportu: Fleur Agema (PVV, do czerwca 2025)
- wicepremier, minister klimatu i zielonego wzrostu: Sophie Hermans (VVD)
- wicepremier, minister spraw społecznych i zatrudnienia: Eddy van Hijum (NSC)
- wicepremier, minister mieszkalnictwa i zagospodarowania przestrzennego: Mona Keijzer (BBB)
- minister spraw zagranicznych: Caspar Veldkamp (NSC)
- minister sprawiedliwości i bezpieczeństwa: David van Weel (VVD)
- minister polityki azylowej i migracji: Marjolein Faber (PVV, do czerwca 2025), David van Weel (VVD, od czerwca 2025)
- minister spraw wewnętrznych: Judith Uitermark (NSC)
- minister edukacji, kultury i nauki: Eppo Bruins (NSC)
- minister finansów: Eelco Heinen (VVD)
- minister obrony: Ruben Brekelmans (VVD)
- minister infrastruktury i gospodarki wodnej: Barry Madlener (PVV, do czerwca 2025), Robert Tieman (BBB, od czerwca 2025)
- minister spraw gospodarczych: Dirk Beljaarts (PVV, do czerwca 2025), Vincent Karremans (VVD, od czerwca 2025)
- minister rolnictwa, rybołówstwa, żywności i zasobów naturalnych: Femke Wiersma (BBB)
- minister zdrowia, zabezpieczenia społecznego i sportu: Daniëlle Jansen (NSC, od czerwca 2025)
- minister bez teki ds. handlu zagranicznego i pomocy rozwojowej: Reinette Klever (PVV, do czerwca 2025)
- minister bez teki ds. polityki azylowej i migracji: Eddy van Hijum (NSC, od czerwca 2025), Mona Keijzer (BBB, od czerwca 2025)

### Sekretarze stanu
- ds. sprawiedliwości i bezpieczeństwa: Ingrid Coenradie(inne języki) (PVV, do czerwca 2025), Teun Struycken(inne języki) (NSC)
- ds. wewnętrznych: Zsolt Szabó(inne języki) (PVV, do czerwca 2025), Eddie van Marum(inne języki) (BBB)
- ds. edukacji, kultury i nauki: Mariëlle Paul (VVD)
- ds. finansów: Nora Achahbar(inne języki) (NSC, do listopada 2024), Folkert Idsinga(inne języki) (NSC, do listopada 2024), Sandra Palmen(inne języki) (NSC, od listopada 2024), Tjebbe van Oostenbruggen(inne języki) (NSC, od listopada 2024)
- ds. obrony: Gijs Tuinman(inne języki) (BBB)
- ds. infrastruktury i gospodarki wodnej: Chris Jansen(inne języki) (PVV, do czerwca 2025), Thierry Aartsen(inne języki) (VVD, od czerwca 2025)
- ds. rolnictwa, rybołówstwa, żywności i zasobów naturalnych: Jean Rummenie(inne języki) (BBB)
- ds. społecznych i zatrudnienia: Jurgen Nobel(inne języki) (VVD)
- ds. zdrowia, zabezpieczenia społecznego i sportu: Vicky Maeijer (PVV, do czerwca 2025), Vincent Karremans (VVD, do czerwca 2025), Nicki Pouw-Verweij(inne języki) (BBB, od czerwca 2025), Judith Tielen(inne języki) (VVD, od czerwca 2025)
- ds. zagranicznych Hanneke Boerma(inne języki) (NSC, od czerwca 2025)